# Родіка Фринту
Родіка Фринту (29 березня 1960) — румунська академічна веслувальниця.
Бронзова призерка Олімпійських Ігор 1980 року в складі вісімки.